# Mezquita de Didachara
La mezquita de Didachara (en georgiano: დიდაჭარის ჯამე) es una mezquita ubicada en el pueblo de Satsikhuri, distrito de Khulo, en la república autónoma de Ayaria, Georgia. Originalmente la mezquita, hecha de madera, se encontraba en el pueblo de Didachara. Ha sido datada entre finales del siglo XVIII y principios del siglo XIX.

## Historia
Durante la guerra ruso-turca, el edificio de la mezquita fue incendiado por el general Austen-Sacken. Una segunda mezquita fue construida en 1814, destinada a las aldeas de la parte superior del valle de Adjaristsqali. Sin embargo, pronto se disolvió y se dividió en tres pueblos, Paksadzes, Baghleti y Didachara. Después de construir una mezquita nueva se transfirió la antigua al pueblo de Satsikhuri, ubicado en la parte superior del mismo valle.
En la actualidad, Didachara se encuentra significativamente renovada, pero conserva su aspecto antiguo. Destaca además de por sus más de 200 años, por sus decoraciones únicas. Particularmente notables son las prensas en la puerta. Didachari está hecha de madera de nogal.
Recibió la categoría de Monumento cultural de importancia nacional el 7 de noviembre de 2006.